# The Wreck of the Deutschland

The Wreck of the Deutschland (Le naufrage du [navire] Deutschland), est un poème de Gerard Manley Hopkins, composé en 1875 et 1876 en hommage aux cinq religieuses franciscaines qui périrent dans le naufrage sur les côtes anglaises du navire allemand Deutschland. Ode de 35 strophes le poème lyrique ne fut publié qu’en 1918 et eut un écho considérable dans la littérature anglaise moderne. Il est considéré comme le chef-d’œuvre de G.M. Hopkins. 

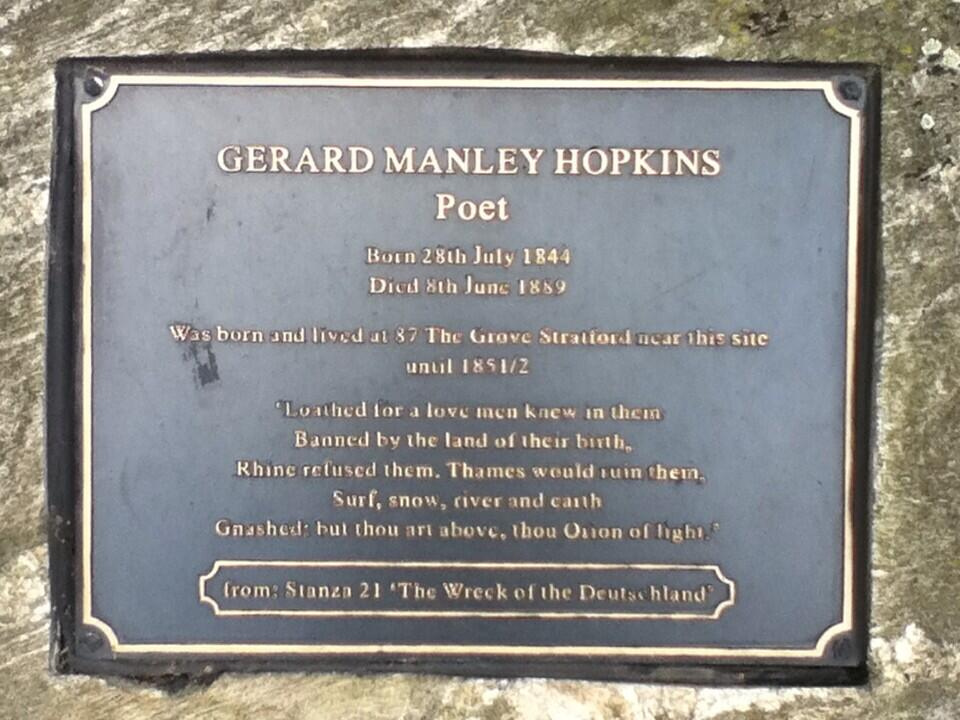
La strophe 21 du poème, sur une plaque souvenir du poète

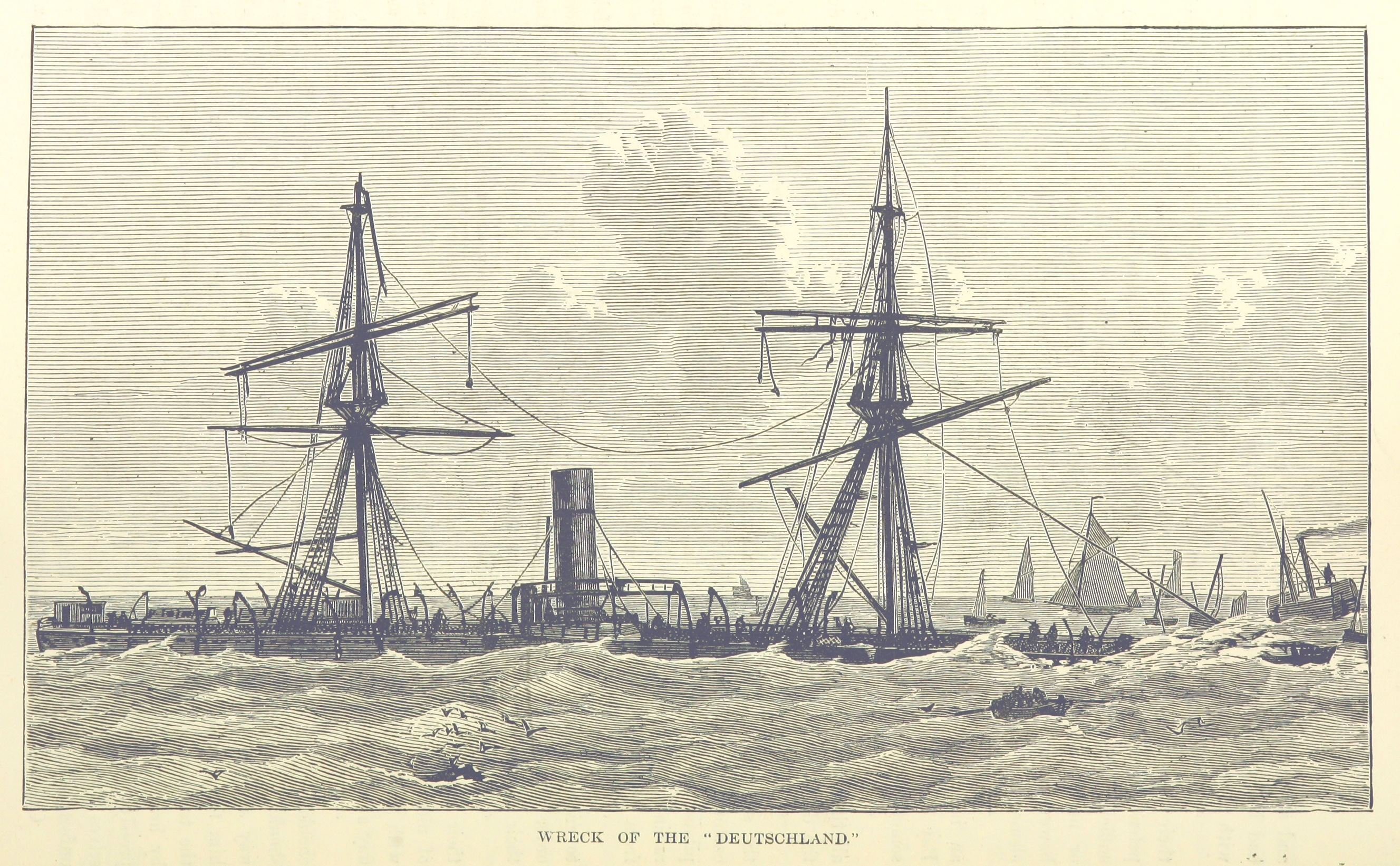
Une illustration du naufrage du SS Deutschland, dans un magazine de 1887

## Contexte
Le Deutschland est un transatlantique allemand dont la plupart des passagers sont des émigrants qui vont tenter leur chance en Amérique. Cinq religieuses franciscaines de Westphalie les accompagnent dans un esprit pastoral et missionnaire. Pour elles, il s’agit également d’un exil, étant forcées de quitter leur pays (comme tous les religieux catholiques), victimes de l'anticatholicisme de Bismarck (les lois de mai). Le navire, pris dans une violente tempête au large de l’embouchure de la Tamise, fait naufrage et échoue près de Harwich (nuit du 6 au 7 décembre 1875). Tous les passagers y perdent la vie. La catastrophe a un grand retentissement dans l’opinion publique en Angleterre, d’autant plus que la presse critique vivement la lenteur des secours et surtout fait état de pillage de l’épave et des naufragés par des habitants de l’endroit. 

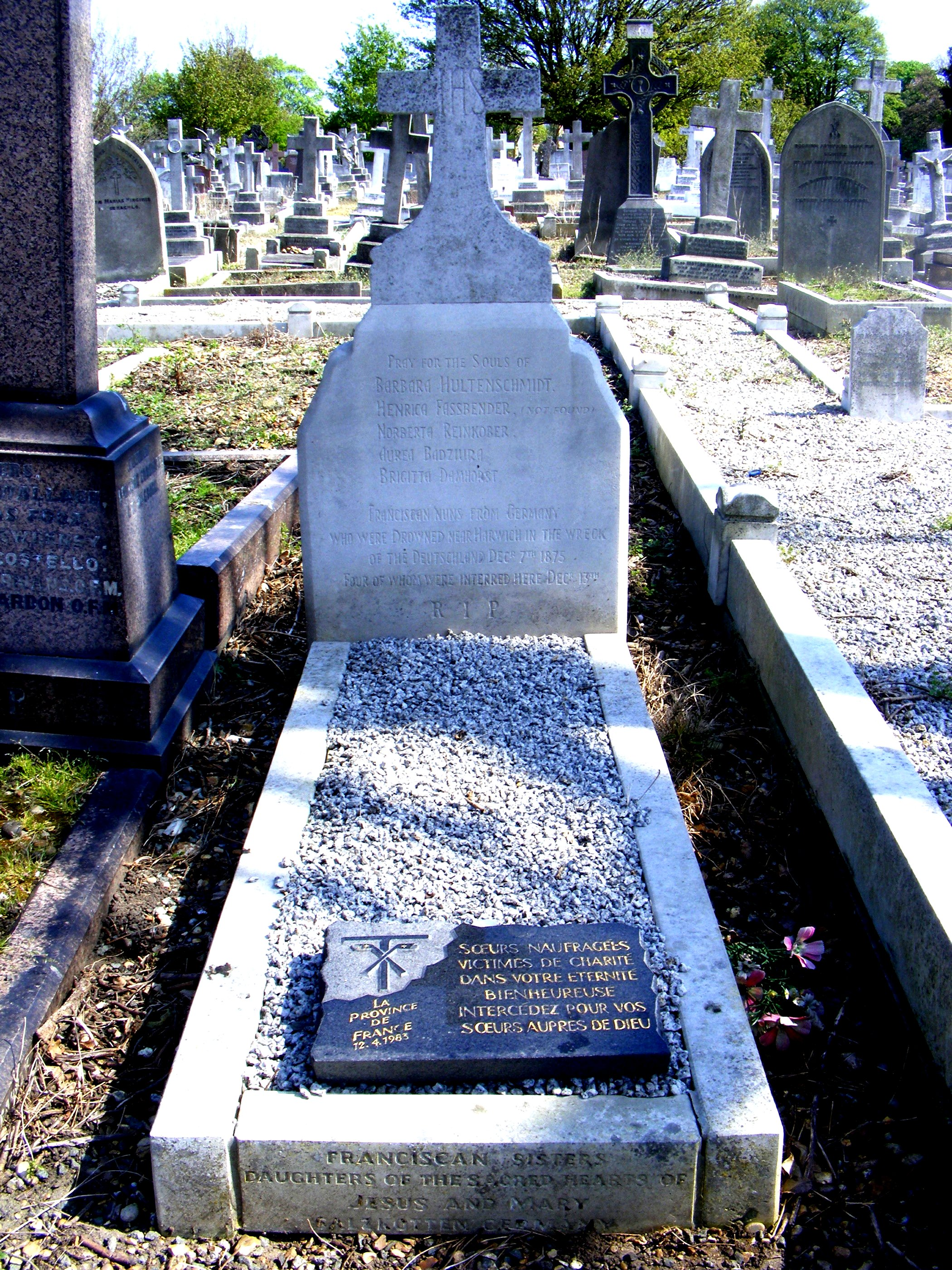
La tombe des cinq religieuses franciscaines, à Londres

Fort touché et profondément ému par la mort tragique des cinq religieuses, Gerard Manley Hopkins, prêtre jésuite alors en résidence à Saint-Beuno (au pays de Galles), se remet à la poésie, ce que, dans un esprit de renoncement, il s’était interdit depuis son entrée au noviciat, et compose cette ode à la joyeuse mémoire des cinq religieuses. Le poème leur est dédié. 

## Contenu
Commençant par une invocation générale le poème lyrique de 35 strophes retrace ensuite le naufrage du navire, se focalisant en particulier sur le destin tragique d’une religieuse dont l’agonie finale est mise en parallèle avec la Passion de Jésus-Christ. L’ode se termine avec une prière pour la conversion religieuse de l'Angleterre.  
Le naufrage est un fait historique avéré mais dans le poème il est également symbole de ténèbres. Hopkins suggère que la miséricorde de Dieu se manifeste par cet événement et que les religieuses baignent aujourd’hui « dans ses miséricordes dorées » et respirent « dans ses regards enflammés » (strophe 23). Il suggère que Dieu peut utiliser de telles situations pour que sa miséricorde rejoigne les non-chrétiens également.

## Postérité
Le poème, publié en 1918 avec les autres œuvres d'Hopkins, eut un écho littéraire considérable et est souvent considéré comme le chef-d’œuvre du prêtre jésuite par sa longueur, son ambition lyrique et religieuse et l'usage qu’il fait avec brio de formes poétiques inhabituelles, entre autres ce qu'il appelait un « rythme éclaté ». Il fait partie, encore aujourd'hui, de toute anthologie de la poésie anglaise contemporaine.  
- Dans son roman Exiles (2008 ; en français Exils, 2010) Ron Hansen met en parallèle la lutte spirituelle de Hopkins, alors qu’il écrit ce poème, et l’agonie de la religieuse franciscaine : le poète Hopkins meurt jeune, en exil du monde littéraire…
- Les tensions intérieures et difficultés de Hopkins alors qu'il compose son poème et l'événement du naufrage du Deutschland sont également le sujet du roman The Hopkins conundrum (2017) de Simon Edge.
- Ce poème joue également un rôle important dans le troisième roman de la série Enderby (The clockwork Testament [Le Testament de l'orange]: 1974) d'Anthony Burgess dans lequel une adaptation cinématographique du poème est envisagée, bien que le film qui s’ensuit ait peu de ressemblance avec le poème.
- Les premières lignes de l’ode font partie d'un relief se trouvant au-dessus de la porte intérieure du Palais des Nations (des Nations-Unies), à Genève.

## Texte
- Le texte du poème sur Wikisource (en anglais): The Wreck of the Deutschland
- (traduction en français). Le naufrage du Deutschland  (trad. Robert Marteau), Evian-les-Bains, Éditions du Grand-Est, 2011, 51 p.Présentation bilingue du texte.